# Chromaticity
Chromaticity è il decimo album in studio del chitarrista statunitense Tony MacAlpine, pubblicato nel 2001.

## Tracce
Tutti i brani sono composti da Tony MacAlpine, tranne dove indicato.
1. Christmas Island – 5:43
2. Chromaticity – 5:35
3. City Beneath the Sea – 6:14
4. Digitalis Destructi – 4:39
5. Isis – 5:21
6. Prince of Light – 4:36
7. Still Valley – 5:05
8. Avenger – 5:08
9. Eye of the Soul – 6:08
10. Etude Nr. 8 Op. 10 (Frédéric Chopin) – 2:16